# خیلی خفن برای مدرسه
خیلی خفن برای مدرسه یا خودخفن‌پندار (به انگلیسی: 2Cool 4 Skool) نخستین آلبوم تک‌آهنگ گروه پسرانهٔ کره‌ای بی‌تی‌اس است. این آلبوم در ۱۲ ژوئن ۲۰۱۳، توسط بیگ هیت منتشر شد و لوئن آن را توزیع کرد. آلبوم شامل دو تک‌آهنگ «خیال‌بافی دیگه بسه» و «ما ضدگلوله‌ایم قسمت ۲» بود. خیلی خفن برای مدرسه از نظر تجاری، در رتبهٔ پنج جدول آلبوم‌های گائون قرار گرفت و از زمان انتشارش در کرهٔ جنوبی، بیش از ۲۳۰٬۰۰۰ فروخته‌است.

## عملکرد تجاری
بی‌تی‌اس در ۲۹ ژوئن ۲۰۱۳، نخستین بار با تک‌آهنگ لید «خیال‌بافی دیگه بسه» وارد جدول ترانه‌های دیجیتال ملل بیلبورد شد و در رتبهٔ ۱۴ قرار گرفت. این قطعه به مدت سه هفتهٔ متوالی در این جدول ماند. خیلی خفن برای مدرسه هنگام تبلیغ تک‌آهنگ «ما ضدگلوله‌ایم قسمت ۲»، در جدول هفتگی آلبوم‌های گائون (هفتهٔ ۳۱) پنجم شد. این آلبوم یک و نیم ماه پس از انتشار، در رتبهٔ ده جدول ماهانهٔ آلبوم‌های گائون قرار گرفت. خیلی خفن برای مدرسه شصت و پنجمین آلبوم پرفروش جدول آلبوم‌های گائون کرهٔ جنوبی در سال ۲۰۱۳ بود.

## فهرست قطعات
جزئیات برگرفته از پایگاه دادهٔ انجمن حق تکثیر موسیقی کره است.
| شماره      | نام                                              | نویسنده(ها)                                   | تهیه‌کننده  | مدت   |
| ---------- | ------------------------------------------------ | --------------------------------------------- | ---------- | ----- |
| ۱.         | «مقدمه: خیلی خفن برای مدرسه» (با حضور دی‌جی فریز) |                                               | سوپریم بوی | ۱:۰۳  |
| ۲.         | «ما ضدگلوله‌ایم قسمت ۲»                           | پی‌داگ «هیت‌من» بنگ سوپریم بوی آراِم شوگا        | پی‌داگ      | ۳:۴۵  |
| ۳.         | «اسکیت: گفتگوی اتاق مدوّر»                        |                                               | پی‌داگ      | ۲:۱۱  |
| ۴.         | «خیال‌بافی دیگه بسه»                              | پی‌داگ «هیت‌من» بنگ آراِم شوگا جی-هوپ سوپریم بوی | پی‌داگ      | ۳:۴۲  |
| ۵.         | «وقفه»                                           |                                               | اسلو ربیت  | ۰:۵۲  |
| ۶.         | «دوستش دارم»                                     | اسلو ربیت آراِم شوگا جی-هوپ                    | اسلو ربیت  | ۳:۵۱  |
| ۷.         | «خاتمه: سایفر اتاق مدوّر»                         | آراِم جی-هوپ شوگا وی جیمین جونگ کوک جین پی‌داگ  | پی‌داگ      | ۵:۲۱  |
| مجموع مدت: | مجموع مدت:                                       | مجموع مدت:                                    | مجموع مدت: | ۲۰:۴۴ |

| آلبوم فیزیکی | آلبوم فیزیکی         | آلبوم فیزیکی                       | آلبوم فیزیکی                       | آلبوم فیزیکی |
| شماره        | نام                  | نویسنده(ها)                        | تهیه‌کننده(ها)                      | مدت          |
| ------------ | -------------------- | ---------------------------------- | ---------------------------------- | ------------ |
| ۸.           | «اسکیت: روی خط شروع» | آراِم                               | «هیت‌من» بنگ                        | ۲:۳۳         |
| ۹.           | «مسیر»               | آراِم جی-هوپ شوگا «هیت‌من» بنگ پی‌داگ | آراِم جی-هوپ شوگا «هیت‌من» بنگ پی‌داگ | ۳:۴۸         |
| مجموع مدت:   | مجموع مدت:           | مجموع مدت:                         | مجموع مدت:                         | ۲۷:۱۳        |

## عوامل
| - آراِم – رپر، ترانه‌سرا، کورس - جین – خواننده - شوگا – رپر، ترانه‌سرا، ضبط - جی-هوپ – رپر، ترانه‌سرا - جیمین – خواننده - وی – خواننده - جونگ کوک – خواننده، رپر کمکی، کورس - پی‌داگ – تهیه‌کننده، ضبط، کیبورد، سینث‌سایزر، تنظیم آواز و رپ - «هیت‌من» بنگ – تهیه‌کننده، ترانه‌سرا، تهیه‌کنندهٔ اجرایی | - اسلو ربیت – تهیه‌کننده، ترانه‌سرا، ضبط، کیبورد، سینث‌سایزر - سوپریم بوی – تهیه‌کننده، ضبط، کیبورد، سینث‌سایزر، کورس - دی‌جی اسکرچ – اسکرچ - یانگ چانگ وون – میکس، ضبط - جیمز اف. رینولدز – میکس - نام یونگ وو – ضبط - کریس گرینگر – میکس - چوی هیو یونگ – میکس |

## جداول
| جدول (۲۰۲۰–۲۰۱۳)                           | بالاترین موقعیت |
| ------------------------------------------ | --------------- |
| آلبوم‌های بلژیکی (اولتراتاپ فلاندرز)        | ۱۷۴             |
| آلبوم‌های کرهٔ جنوبی (گائون)                 | ۵               |
| آلبوم‌های موسیقی ملل ایالات متحده (بیلبورد) | ۱۲              |

| جدول (۲۰۱۳)                | بالاترین موقعیت |
| -------------------------- | --------------- |
| آلبوم‌های کرهٔ جنوبی (گائون) | ۱۰              |

| جدول (۲۰۱۹–۲۰۱۳)       | موقعیت |
| ---------------------- | ------ |
| کرهٔ جنوبی ۲۰۱۳ (گائون) | ۶۵     |
| کرهٔ جنوبی ۲۰۱۴ (گائون) | ۱۰۶    |
| کرهٔ جنوبی ۲۰۱۵ (گائون) | ۹۶     |
| کرهٔ جنوبی ۲۰۱۶ (گائون) | ۹۰     |
| کرهٔ جنوبی ۲۰۱۷ (گائون) | ۹۸     |
| کرهٔ جنوبی ۲۰۱۸ (گائون) | ۸۵     |
| کرهٔ جنوبی ۲۰۱۹ (گائون) | ۷۶     |

| ترانه‌های دیجیتال ملل بیلبورد (۲۰۲۰) | بالاترین موقعیت |
| ----------------------------------- | --------------- |
| «خیال‌بافی دیگه بسه»                 | ۲               |

## فروش‌ها و گواهی‌نامه‌ها
| جدول              | فروش    |
| ----------------- | ------- |
| کرهٔ جنوبی (گائون) | ۳۰۵٬۴۹۰ |

## تاریخچهٔ انتشار
| کشور      | تاریخ        | قالب                 | ناشر                                 |
| --------- | ------------ | -------------------- | ------------------------------------ |
| کرهٔ جنوبی | ۱۲ ژوئن ۲۰۱۳ | سی‌دی، دانلود دیجیتال | بیگ هیت اینترتینمنت لوئن اینترتینمنت |
| مختلف     | ۱۲ ژوئن ۲۰۱۳ | دانلود دیجیتال       | بیگ هیت اینترتینمنت لوئن اینترتینمنت |

## واژه‌نامه
1. ↑  Intro: 2 Cool 4 Skool
2. ↑  We Are Bulletproof Pt.2
3. ↑  Skit: Circle Room Talk
4. ↑  No More Dream
5. ↑  Interlude
6. ↑  I Like It, 좋아요; Joayo
7. ↑  Outro: Circle Room Cypher
8. ↑  Skit: On the Start Line
9. ↑  Path, 길; Gil